# Aethiomerus adelphus
Aethiomerus adelphus är en insektsart som beskrevs av Ludwig Redtenbacher 1891. Aethiomerus adelphus ingår i släktet Aethiomerus och familjen vårtbitare. Inga underarter finns listade i Catalogue of Life.